# 핀란드 시간
| 하늘 | 서유럽 표준시 그리니치 평균시 (UTC±00:00)                                 |
| 파랑 | 서유럽 표준시 그리니치 평균시 (UTC±00:00) 서유럽 일광 절약 시간대 (UTC+1) |
| 분홍 | 서아프리카 표준시 (UTC+1)                                                 |
| 빨강 | 중앙유럽 표준시 (UTC+1) 중앙유럽 일광 절약 시간대 (UTC+2)                 |
| 노랑 | 동유럽 표준시 (UTC+2)                                                     |
| 금색 | 동유럽 표준시 (UTC+2) 동유럽 일광 절약 시간대 (UTC+3)                     |
| 옥색 | 극동유럽 표준시 (UTC+3)                                                   |

핀란드 시간에 관한 설명이다.
핀란드는 겨울에는 동유럽 표준시(EET)를 표준시로 사용하고, 여름에는 동유럽 일광 절약 시간대(EEST)을 일광 절약 시간제로 사용한다. EET는 협정 세계시(UTC+02:00)보다 2시간 빠르며 EEST는 협정 세계시(UTC+03:00)보다 3시간 빠르다. 핀란드는 1921년 4월 30일에 EET를 채택했으며 3월 마지막 일요일 03:00 EET에 시계를 한 시간 앞당기고 3월 마지막 일요일 04:00 EET에 시계를 앞당겨 1981년부터 현재 정렬에 따라 일광 절약 시간제를 준수해 왔다. 10월, 처음 2년 동안은 한 시간 일찍 그렇게 한다.

## 같이 보기
- 러시아의 시간대